# Отчаяние (автопортрет)
«Отчаяние», или «Человек в отчаянии» (фр. Le Désespéré) — автопортрет французского художника Гюстава Курбе (Gustave Courbet, 1819—1877), написанный в 1843—1845 годах. Выставлялся в музее Орсе в Париже, находится в частной коллекции финансового конгломерата BNP Paribas.
Картина написана примерно в то же время, что и «Автопортрет с чёрной собакой».

## История создания
В 1840-х годах Курбе создавал портреты своих друзей и клиентов, а также автопортреты, в том числе «Автопортрет с чёрной собакой» (1842). Он проводил время в Лувре, копируя работы Хосе де Риберы, Сурбарана, Веласкеса и Рембрандта, которые начали оказывать влияние на его творчество, в результате он отошел от своего традиционного вертикального формата для картин. Кубре был привязан к «Отчаянию», взяв картину с собой, когда отправился в ссылку в Швейцарию в 1873 году. Несколько лет спустя доктор Поль Коллин в описании студии Курбе упомянул о «картине, изображающей Курбе с отчаянным выражением лица, по этой причине названной „Отчаяние“». 

## Анализ
Курбе использует альбомный формат в противовес более традиционному портретному для подобных сюжетов.
Романтический подход портретной живописи был сосредоточен на эмоциях. Автопортрет следует этой тенденции, и Курбе, хотя он никогда не определял себя как романтического художника, создавал свои первые картины именно под влиянием этих тенденций. Таким образом, «Отчаянный человек» следует традициям Жака-Луи Давида, а также испанских художников 17-го века, таких как Хосе де Рибера и Франсиско де Сурбаран, которых Курбе изучал в Лувре.
Неизвестно, отражает ли название этого полотна отчаяние самого художника или же это всего лишь теоретическое упражнение. Картина может быть отражением тёмной стороны Курбе, которую он приоткрыл в письме своему другу и покровителю Альфреду Брюйасу: «Под этой смеющейся маской, под которой вы меня знаете, я скрываю печаль, горечь и грусть, которые овладевают сердцем».